# Charles Ramsey (Eishockeyspieler)
Charles Ramsey (* in Springfield, Massachusetts) war ein US-amerikanischer Eishockeyspieler. 

## Karriere
Charles Ramsey nahm mit der US-amerikanischen Nationalmannschaft an der Eishockey-Weltmeisterschaft 1931 in Polen teil, bei der er mit seiner Mannschaft die Silbermedaille gewann. Er selbst wurde bester Torschütze des Turniers. 
Auf Vereinsebene spielte er für mehrere Mannschaften aus Paris und verhalf dem französischen Eishockey in den 1930er Jahren zu großer Popularität. 
Im Jahr 2009 wurde er in den Temple de la renommée du hockey français aufgenommen. Nach ihm ist zudem die Trophée Charles Ramsey benannt, die jährlich an den Topscorer der Hauptrunde der Ligue Magnus, der höchsten französischen Eishockeyspielklasse, vergeben wird. 

## Erfolge und Auszeichnungen
- 1931 Silbermedaille bei der Weltmeisterschaft
- 1931 Bester Torschütze der Weltmeisterschaft
- 2009 Aufnahme in den Temple de la renommée du hockey français